# Siglufjörður (fjord)
Siglufjörður är en fjord i republiken Island.   Den ligger i regionen Norðurland eystra, i den norra delen av landet, 260 km nordost om huvudstaden Reykjavík.